# جرج الکساندر
جورج الکساندر (انگلیسی: George Alexander؛ ۹ ژوئیه ۱۸۶۷ – ۲ مارس ۱۹۱۳) خواننده اهل ایالات متحده آمریکا بود.
او چندین رکورد فروش برای برند کلمبیا رکوردز در دهه اول قرن ۲۰ ایجاد کرد.